# Jerome Sinclair
Jerome Sinclair, né le 20 septembre 1996 à Birmingham, est un footballeur anglais qui évolue au poste d'attaquant.

## Biographie

### Liverpool FC
Arrivé au Liverpool FC en provenance de West Bromwich Albion en 2011, Jerome Sinclair dispute sa première rencontre avec l'équipe première à l'occasion d'un match de League Cup face à West Bromwich Albion le 26 septembre 2012 (victoire 1-2), il est alors âgé de seize ans.
Il retourne ensuite en équipes de jeunes avant d'être prêté pour deux mois à Wigan Athletic en mars 2015. Il ne dispute qu'un match avec les Latics avant de réintégrer l'effectif des Reds.
De retour de prêt, il fait deux apparitions en Premier League au cours du mois de mai 2015. Le 8 janvier 2016, Sinclair inscrit son premier but avec Liverpool lors d'un match de Coupe d'Angleterre contre Exeter City (2-2).

### Watford FC
Le 21 mai 2016, Jerome Sinclair signe un contrat de cinq ans avec le Watford FC, le transfert prenant effet le 1er juillet suivant. Le 7 janvier 2017, l'attaquant anglais marque son premier but sous le maillot des Hornets contre Burton Albion en Coupe d'Angleterre (2-0).
Le 31 janvier suivant, il est prêté à Birmingham City jusqu'à la fin de la saison. Il dispute cinq rencontres de Championship et retourne à Watford lors de l'été 2017. Il prend part à cinq matchs avec Watford lors de la saison 2017-2018.
Le 25 juillet 2018, Sinclair est prêté pour une saison au Sunderland AFC, relégué en League One. Il est cependant rappelé de son prêt par Watford le 10 janvier 2019, après avoir inscrit deux buts en dix-neuf matchs toutes compétitions confondues.
Le 31 janvier 2019, Sinclair est prêté pour six mois à Oxford United. Il inscrit quatre buts en seize matchs avec le club de D3 anglaise.
Le 29 juin 2019, il est de nouveau prêté, cette fois pour une saison au VVV Venlo. Il commence à y enchaîner les titularisations à partir de décembre, débutant sept rencontres titulaires consécutivement entre la 16e et la 22e journée. Aligné au poste d'ailier gauche, il ne délivre qu'une passe décisive sur cette période. À cause de la pandémie de Covid-19, le championnat est arrêté en mars après 26 journées. Sinclair conclut sa saison en Eredivisie avec 23 apparitions dont 10 titularisations et une passe décisive délivrée.
Il est prêté en compagnie de son coéquipier Adalberto Peñaranda le 5 octobre 2020 au CSKA Sofia. C'est en Bulgarie qu'il dispute ses premières rencontres de Ligue Europa, participant à quatre rencontres de la phase de groupes.

## Palmarès
- CSKA Sofia
  - Vainqueur de la Coupe de Bulgarie en 2021.

## Statistiques
| Saison                | Club                   | Championnat            | Championnat | Championnat | Coupe(s) nationale(s) | Coupe(s) nationale(s) | Compétition(s) continentale(s) | Compétition(s) continentale(s) | Compétition(s) continentale(s) | Total | Total |
| Saison                | Club                   | Division               | M.          | B.          | M.                    | B.                    | Comp.                          | M.                             | B.                             | M.    | B.    |
| 2012-2013             | Liverpool FC           | Premier League         | -           | -           | 1                     | 0                     | -                              | -                              | -                              | 1     | 0     |
| 2013-2014             | Liverpool FC           | Premier League         | -           | -           | -                     | -                     | -                              | -                              | -                              | 0     | 0     |
| 2014-2015             | Liverpool FC           | Premier League         | 2           | 0           | -                     | -                     | -                              | -                              | -                              | 2     | 0     |
| 2015-2016             | Liverpool FC           | Premier League         | -           | -           | 2                     | 1                     | -                              | -                              | -                              | 2     | 1     |
| Sous-total            | Sous-total             | Sous-total             | 2           | 0           | 3                     | 1                     | -                              | -                              | -                              | 5     | 1     |
| 2014-2015             | Wigan Athletic (prêt)  | Championship           | 1           | 0           | -                     | -                     | -                              | -                              | -                              | 1     | 0     |
| Sous-total            | Sous-total             | Sous-total             | 1           | 0           | -                     | -                     | -                              | -                              | -                              | 1     | 0     |
| 2016-2017             | Watford FC             | Premier League         | 5           | 0           | 2                     | 1                     | -                              | -                              | -                              | 7     | 1     |
| 2017-2018             | Watford FC             | Premier League         | 4           | 0           | 1                     | 0                     | -                              | -                              | -                              | 5     | 0     |
| 2020-2021             | Watford FC             | Championship           | -           | -           | 2                     | 0                     | -                              | -                              | -                              | 2     | 0     |
| Sous-total            | Sous-total             | Sous-total             | 9           | 0           | 5                     | 1                     | -                              | -                              | -                              | 14    | 1     |
| 2016-2017             | Birmingham City (prêt) | Championship           | 5           | 0           | -                     | -                     | -                              | -                              | -                              | 5     | 0     |
| 2018-2019             | Sunderland AFC (prêt)  | League One             | 13          | 1           | 6                     | 1                     | -                              | -                              | -                              | 19    | 2     |
| 2018-2019             | Oxford United (prêt)   | League One             | 16          | 4           | -                     | -                     | -                              | -                              | -                              | 16    | 4     |
| 2019-2020             | VVV Venlo (prêt)       | Eredivisie             | 23          | 0           | 1                     | 0                     | -                              | -                              | -                              | 24    | 0     |
| 2020-2021             | CSKA Sofia (prêt)      | Bulgarian First League | 18          | 1           | 5                     | 2                     | C3                             | 4                              | 0                              | 27    | 3     |
| Sous-total            | Sous-total             | Sous-total             | 75          | 6           | 12                    | 3                     | -                              | 4                              | 0                              | 91    | 9     |
| Total sur la carrière | Total sur la carrière  | Total sur la carrière  | 87          | 6           | 20                    | 5                     | -                              | 4                              | 0                              | 111   | 11    |